# EchoStar XV
O EchoStar XV é um satélite de comunicação geoestacionário estadunidense que foi construído pela Space Systems/Loral (SS/L). Ele está localizado na posição orbital de 45 graus de longitude oeste e é operado pela EchoStar. O satélite foi baseado na plataforma LS-1300 e sua expectativa de vida útil é de 15 anos.

## Lançamento
O satélite foi lançado com sucesso ao espaço no dia 10 de julho de 2010 às 18:40 UTC, por meio de um veículo Proton-M/Briz-M lançado a partir do Cosmódromo de Baikonur, no Cazaquistão. Ele tinha uma massa de lançamento de 5 521 kg.

## Capacidade e cobertura
O EchoStar XV é equipado com 32 transponders em banda Ku para fornecer serviços de telecomunicações para suprir as necessidades do mercado brasileiro.